# Nikolaus von Below (General)

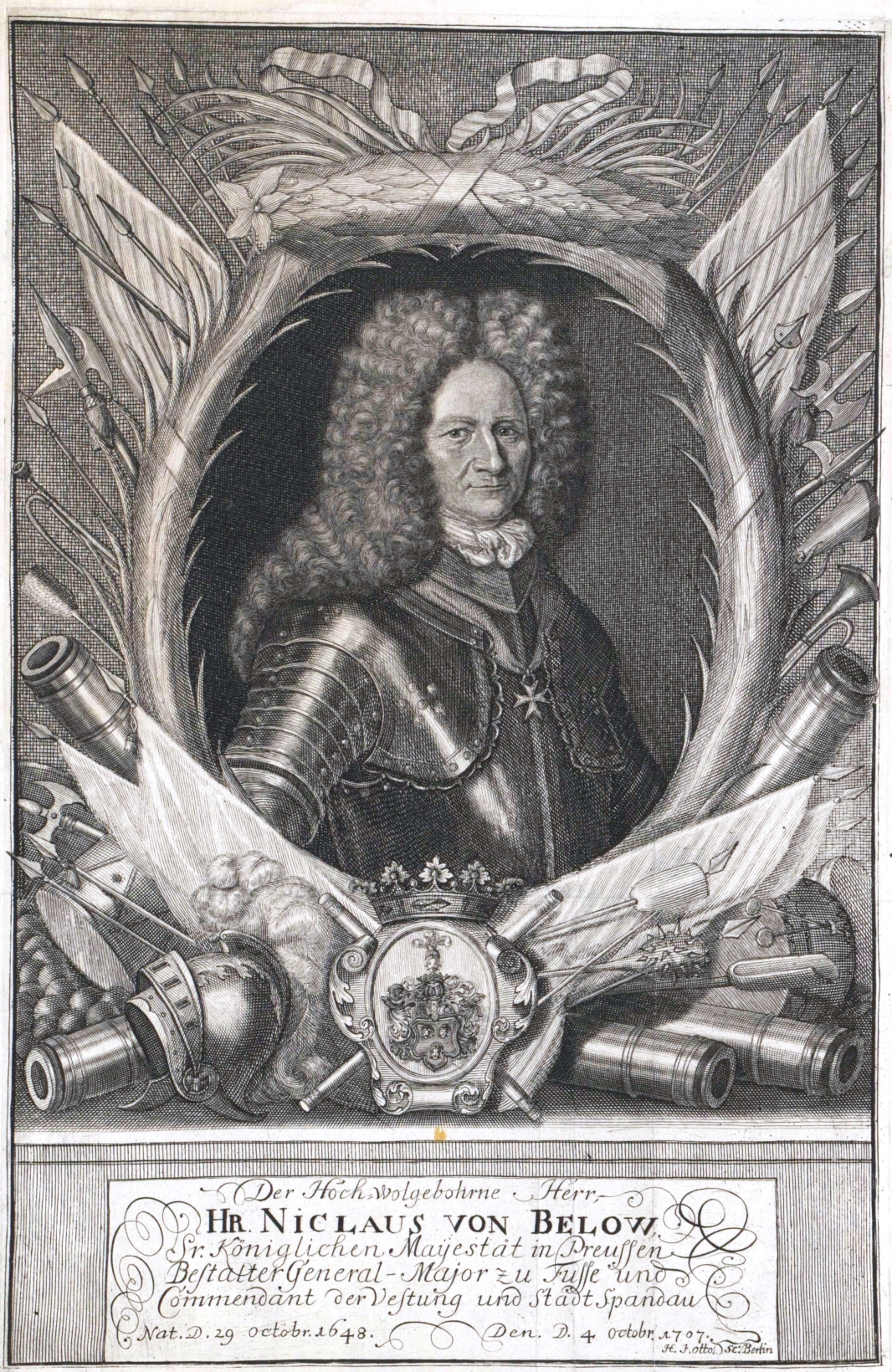
Nikolaus von Below (1648–1707)

Nikolaus von Below (* 29. Oktober 1648 auf Gut Medenick; † 4. Oktober 1707 in Spandau) war ein preußischer Generalmajor von der Infanterie und Kommandant der Festung Spandau.

## Leben

### Herkunft
Nikolaus entstammte dem pommerschen Adelsgeschlecht von Below. Er war der Sohn von Ludwig von Below (* 1580), Erbherr auf 1/2 Pennekow und Medenick, und dessen Ehefrau Margarethe von Zitzewitz aus dem Hause Techlipp (* 1599).

### Militärkarriere
Below besuchte die Ritterakademie in Kolberg und trat 1664 bei der dortigen Garnison in den Dienst Kurbrandenburgs. Nach einer dreijährigen Ausbildung kam er zu einem unter Christian Albrecht von Dohna in Küstrin zum Einsatz im Holländischen Krieg zusammengestellten Regiment. Bei diesem Regiment wurde er 1672 Leutnant. Er kämpfte unter Kurfürst Friedrich Wilhelm im Elsass, dann in der Schlacht bei Fehrbellin und anschließend in Pommern. Dort wurde er, seit 1676 Kapitän, bei einem Ausfall der Schweden aus der Festung Anklam am 7. Juni 1677 dreimal verwundet. Kaum genesen, verletzte ihn eine Handgranate am linken Fuß schwer, diese Wunde heilte zudem schlecht. Im Regiment „Dohna“ brachte Below es 1681 bis zum Major.
Ab Februar 1687 diente er im Regiment „Graf Dönhoff zu Fuß“ als Oberstleutnant. Im nun folgenden Pfälzischen Erbfolgekrieg gegen Frankreich war er bei den Belagerungen von Kaiserswerth und Bonn dabei, wo eine Bombe ihn an Hals und Kopf verletzte. Kurfürst Friedrich III. von Brandenburg ernannte ihn 1689 zum Kommandanten von Spandau und beförderte ihn zum Oberst. Als im Jahre 1691 ein Blitz den Pulverturm zur Explosion brachte, wurde Below schwer verwundet. 1695 nahm er an der Eroberung Namurs teil.
Der preußische König dekorierte Below 1703 mit dem Orden De la Générosité und ernannte ihn 1704 zum Generalmajor der Infanterie. Below starb am 4. Oktober 1707 an den Folgen seiner zahlreichen Verletzungen. Sein Grab befindet sich in der Spandauer Nikolaikirche.

### Familie
Below vermählte sich 1699 in Spandau mit Marie Elisabeth Brandt von Lindau (* 1654; † nach 1710). Sie war die Witwe von Henning Joachim von Hake (* 1644; † 1688) und bis dahin Hofmeisterin der Herzogin von Sachsen-Gotha. Die Ehe blieb kinderlos.